# ری رید
ریموند ویلیام رید (انگلیسی: Raymond William Reed؛ زادهٔ ۳۰ آوریل ۱۹۳۲ در گورو، درگذشتهٔ ۸ مهٔ ۱۹۷۰ در ناتال) رانندهٔ مسابقات اتومبیل‌رانی فرمول یک اهل رودزیا بود که در فصل ۱۹۶۵ در مجموع در یک گراند پری شرکت کرد، اما موفق به کسب هیچ امتیازی نشد.
رید در ۸ مهٔ ۱۹۷۰ در یک حادثهٔ سقوط هواپیما در نزدیکی جادهٔ ناتینگهام در ناتال، به‌همراه سه فرزندش درگذشت.